# Nespolo
Nespolo település Olaszországban, Lazio régióban, Rieti megyében. Lakosainak száma 194 fő (2023. január 1.). Nespolo Carsoli és Collalto Sabino községekkel határos.

## Népesség
A település lakossága az elmúlt években az alábbi módon változott:
| Lakosok száma | 245  | 234  | 194  |
|               | 2017 | 2018 | 2023 |